# Micranurida candida
Micranurida candida is een springstaartensoort uit de familie van de Neanuridae. De wetenschappelijke naam van de soort is voor het eerst geldig gepubliceerd in 1952 door Cassagnau.